# Cross Lake
Der Cross Lake ist ein See in der kanadischen Provinz Manitoba.

## Lage
Der See hat eine Wasserfläche von 590 km² sowie eine Gesamtfläche einschließlich Inseln von 755 km².
Er wird vom Nelson River durchflossen. Oberstrom liegt das Jenpeg-Wasserkraftwerk sowie der Playgreen Lake und der  Winnipegsee. Unterstrom liegen die Bladder Rapids und der Sipiwesk Lake. Am Cross Lake liegt das Cross Lake Indian Reserve sowie eine weitere Siedlung mit dem Namen Cross Lake.